# Luis Rodríguez (football)
Pour les articles homonymes, voir Luis Rodriguez.
Luis Miguel Rodríguez (né le 1er janvier 1985 à Simoca en Argentine) est un joueur de football international argentin qui évolue au poste d'attaquant.

## Biographie

### Carrière en club
Luis Rodríguez participe à la Copa Libertadores et à la Copa Sudamericana. Il est quart de finaliste de la Copa Sudamericana en 2010 avec les Newell's Old Boys.
Il termine meilleur buteur de la deuxième division argentine à deux reprises en 2009 et 2013, inscrivant à chaque fois 20 buts.

### Carrière en sélection
Luis Rodríguez reçoit une sélection en équipe d'Argentine. Il s'agit d'un match amical disputé face au Ghana le 30 septembre 2009 (victoire 2-0).

## Palmarès
Tucumán
- Championnat d'Argentine D2 (2) :
  - Champion : 2008-09 et 2015.
  - Meilleur buteur : 2008-09 (20 buts) et 2012-13 (20 buts).

- Coupe d'Argentine :
  - Finaliste : 2017.

- Copa Sudamericana :
  - Meilleur buteur : 2017 (5 buts).